# Blåbåda
Blåbåda är en ö nära Borstö i Nagu,  Finland. Den ligger i Skärgårdshavet och i kommunerna Pargas stad och Kimitoön i landskapet Egentliga Finland, i den sydvästra delen av landet. Ön ligger omkring 6 kilometer sydost om Borstö, 42 kilometer söder om Nagu kyrka, 71 kilometer söder om Åbo och omkring 170 kilometer väster om Helsingfors. Närmaste allmänna förbindelse är förbindelsebryggan vid Borstö som trafikeras av M/S Nordep.
Öns area är 0,6 hektar och dess största längd är 200 meter i nord-sydlig riktning. Det finns inga samhällen i närheten.